# St-Pierre (Saint-Pierre-les-Églises)

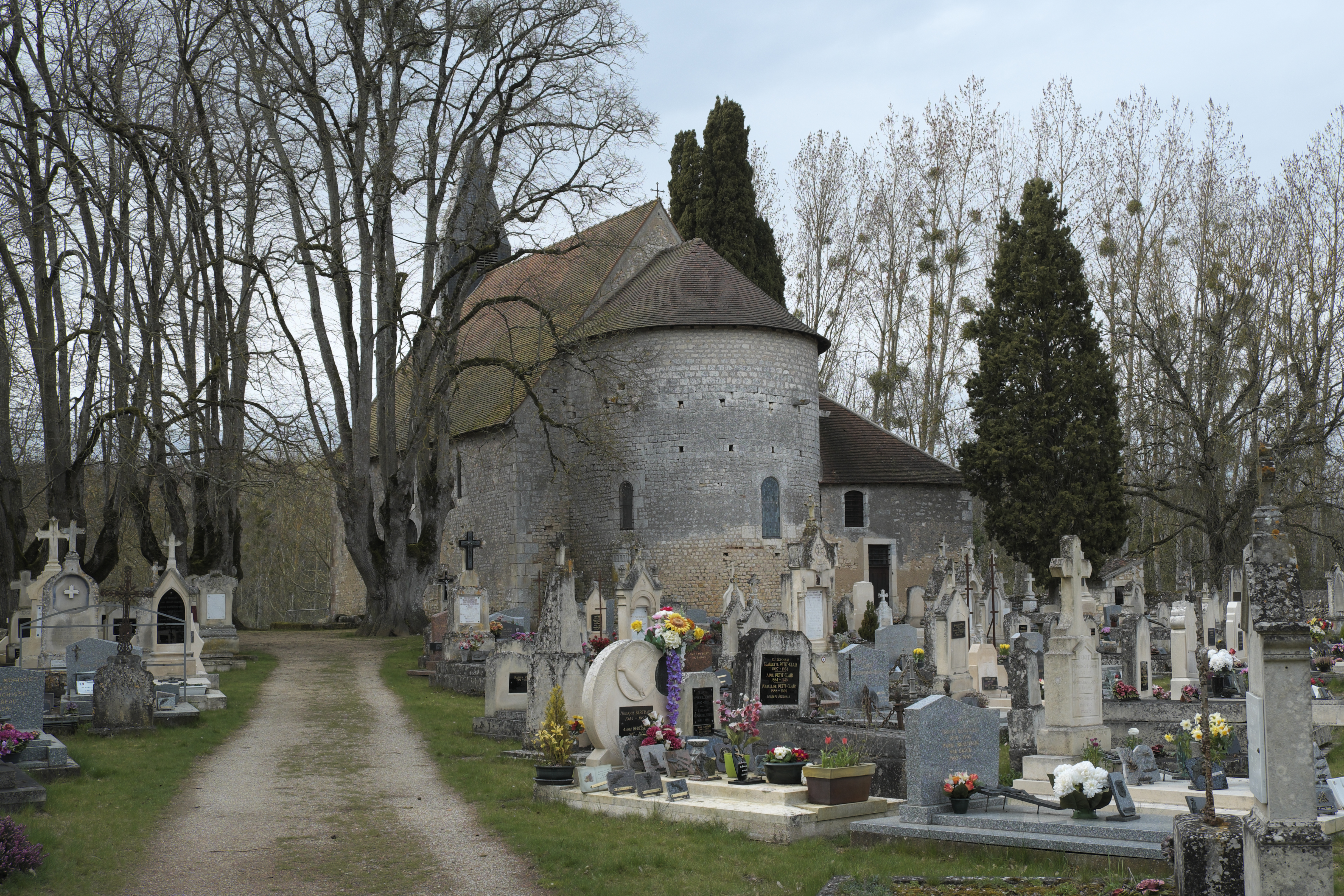
Kirche Saint-Pierre und Friedhof

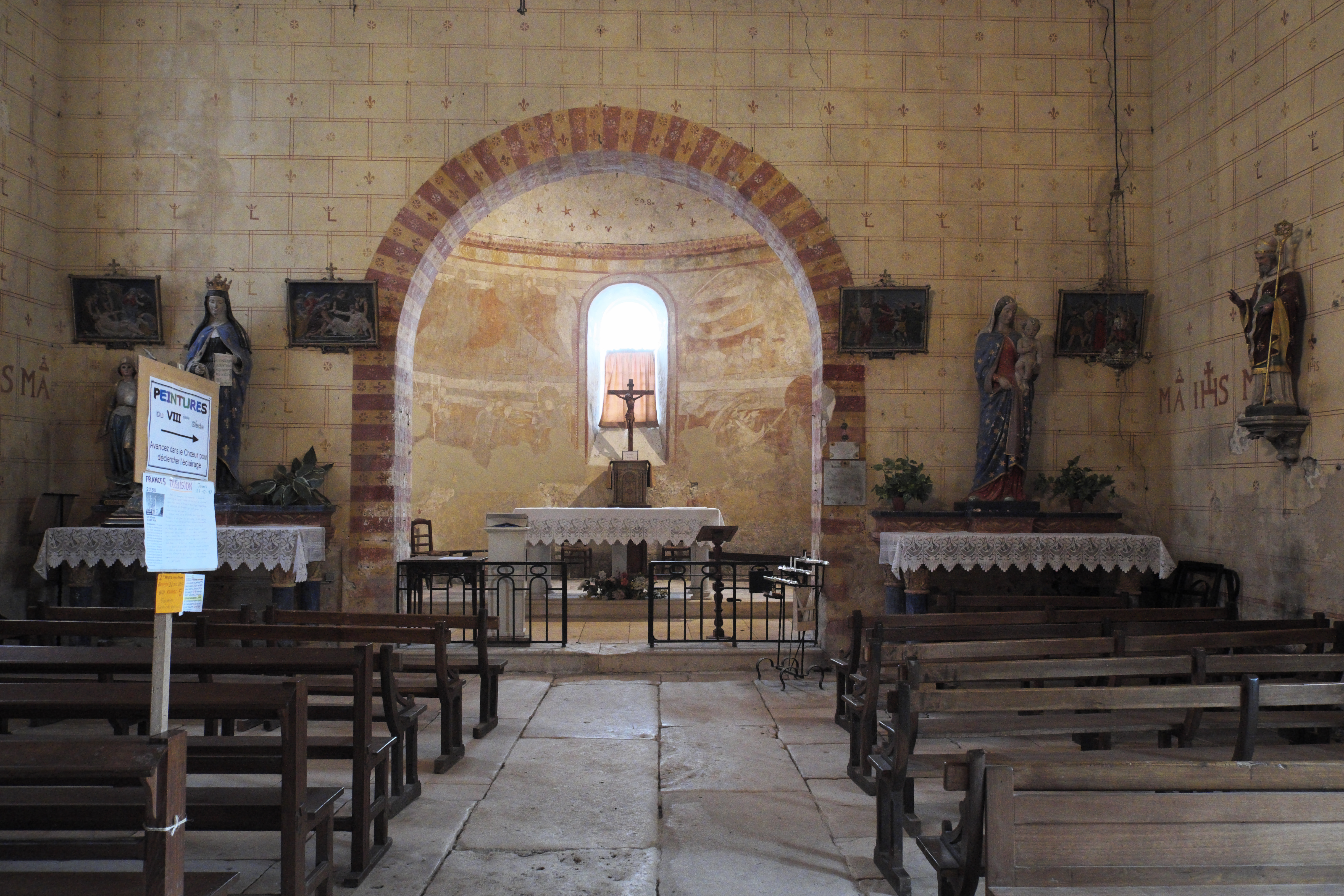
Innenraum

Die katholische Kirche Saint-Pierre in Saint-Pierre-les-Églises, einem Ortsteil von Chauvigny im Département Vienne in der französischen Region Nouvelle-Aquitaine, ist im Kern ein vorromanischer Kirchenbau, der wahrscheinlich auf eine merowingische Vorgängerkirche zurückgeht. Im 19. Jahrhundert wurden in der Kirche Wandmalereien entdeckt, die in karolingische Zeit datiert werden und die zu den ältesten in Europa zählen. Im Jahr 1952 wurde die Kirche als Monument historique in die Liste der Baudenkmäler in Frankreich aufgenommen.

## Geschichte

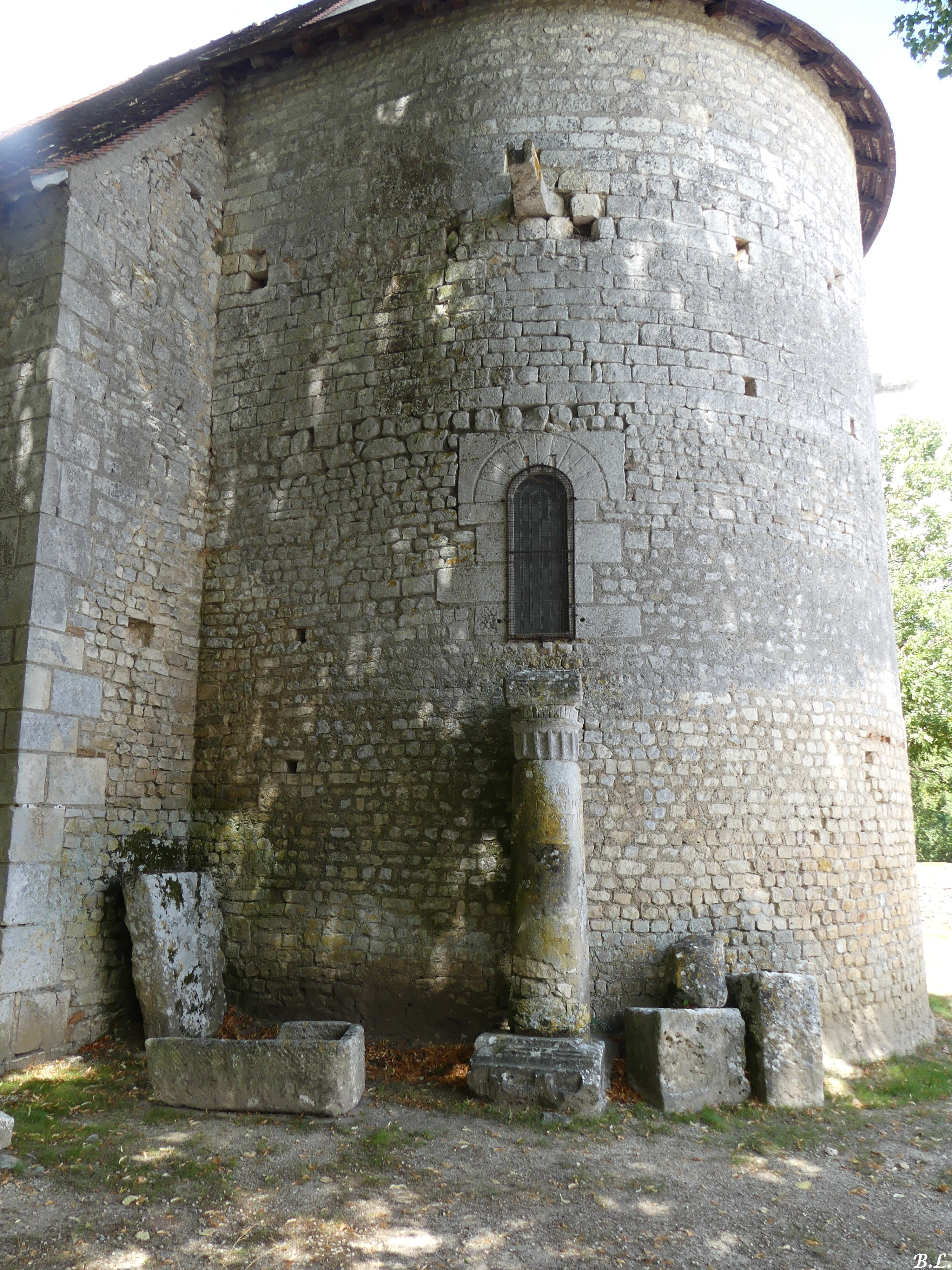
Apsis und römischer Meilenstein

Saint-Pierre-les-Églises liegt an der Stelle einer Furt über die Vienne, über die die ehemalige Römerstraße von Poitiers nach Bourges führte. Ein römischer Meilenstein, der an der Apsis der Kirche aufgestellt wurde, erinnert an den Verlauf der Straße. In römischer Zeit bestand hier eine Ansiedlung, die sich im Lauf des Mittelalters in die Oberstadt von Chauvigny verlagerte. Aus einem Text des 12. Jahrhunderts geht hervor, dass die Kirche von Saint-Pierre-les-Églises aus den Überresten eines Tempels, der den Schutzgöttern der Schifffahrt auf der Vienne geweiht war, errichtet wurde. Die merowingischen Sarkophage, die im Umfeld der Kirche gefunden wurden, lassen darauf schließen, dass es inmitten dieses Friedhofs bereits eine christliche Kirche gab. 

## Architektur
Das einschiffige Langhaus ist mit einer Holzdecke gedeckt. Im Osten öffnet sich eine halbrunde Apsis, die im 11. oder zu Beginn des 12. Jahrhunderts mit einer Kalotte im Stil der Romanik eingewölbt wurde. Bei diesen Baumaßnahmen wurden die Wandmalereien der karolingischen Kirche beschädigt.

## Wandmalereien

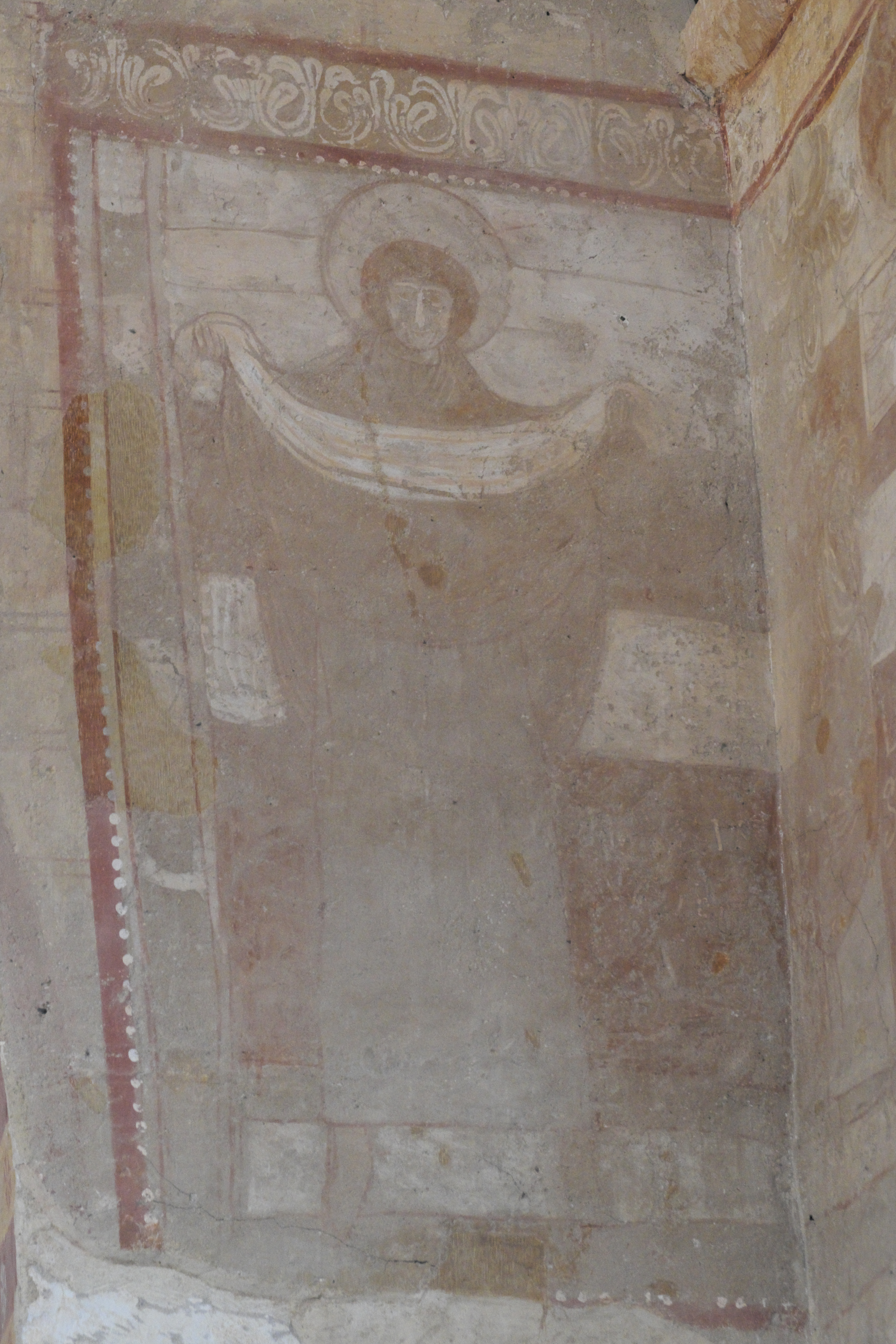
Maria Jacobi

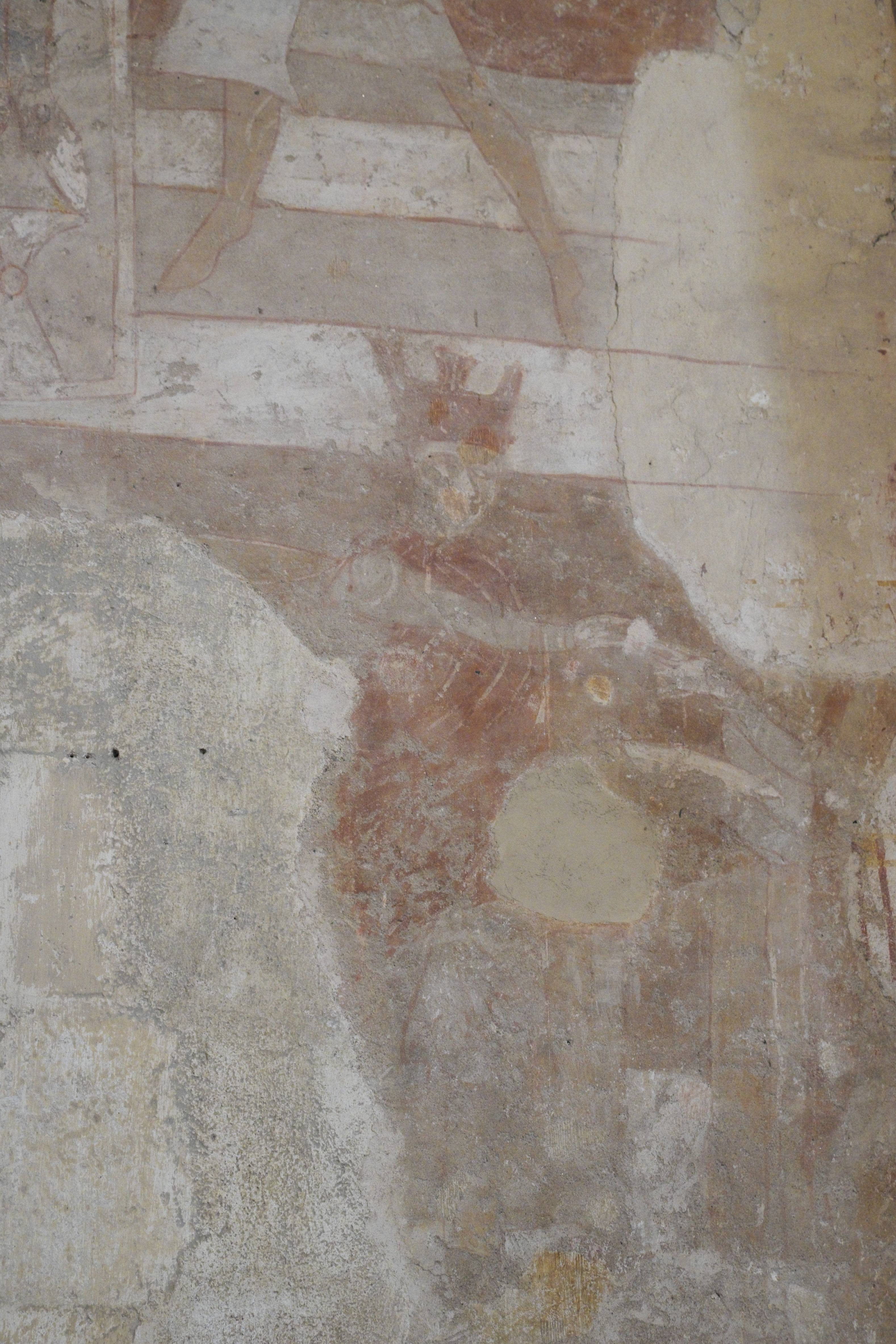
König

Die in der Apsis erhaltenen Wandmalereien, die zwischen 780 und 980 entstanden, sind stark verblasst und es sind nur noch einzelne Szenen zu erkennen. Die Darstellung der Kreuzigung Christi wird von zwei Personen gerahmt. Neben der weiblichen Figur auf der rechten Seite ist der Name „MARIA MAGDALENA“ zu lesen. Unter dem Kreuz stehen der ebenfalls mit seinem Namen bezeichnete Longinus mit der Lanze und der Schwammträger Stephaton. In der Szene der Geburt Christi stehen vor allem Details zum Bad des Neugeborenen wie Wasserkrüge und ein weißes Kleid im Mittelpunkt. Weitere Szenen sind der Anbetung der Heiligen Drei Könige und dem Erzengel Michael, der gegen den siebenköpfigen Drachen der Apokalypse kämpft, gewidmet. Die weibliche Figur an der linken Apsiswand neben der Kreuzigungsszene wird als Maria Jacobi interpretiert, die Mutter des Apostels Jakobus des Jüngeren, die als Zeichen der Auferstehung Christi das leere Leichentuch präsentiert. Die gekrönte Figur unter der Kreuzigungsszene stellt vermutlich einen der Heiligen Drei Könige vor Herodes dar.

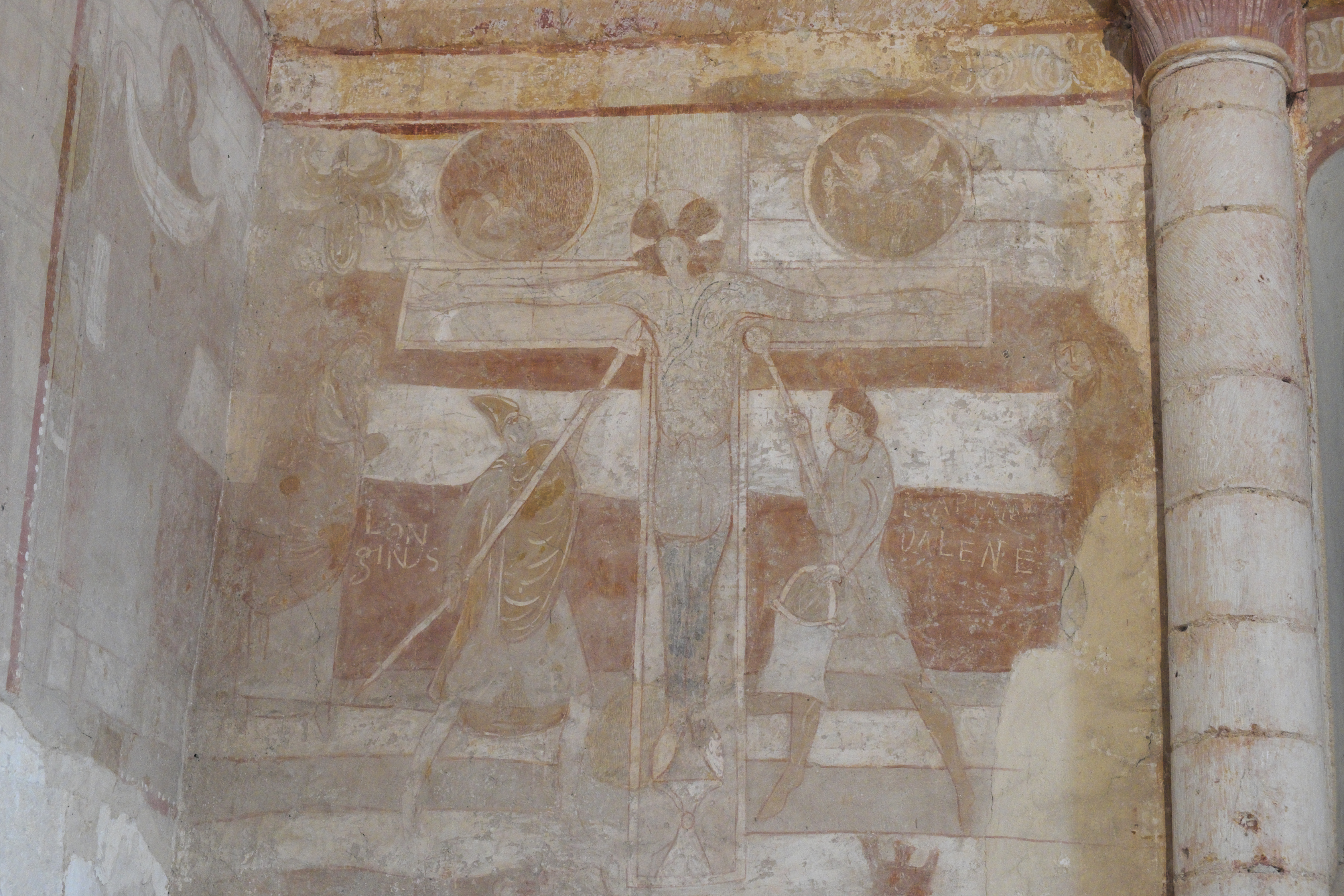
Kreuzigung Christi
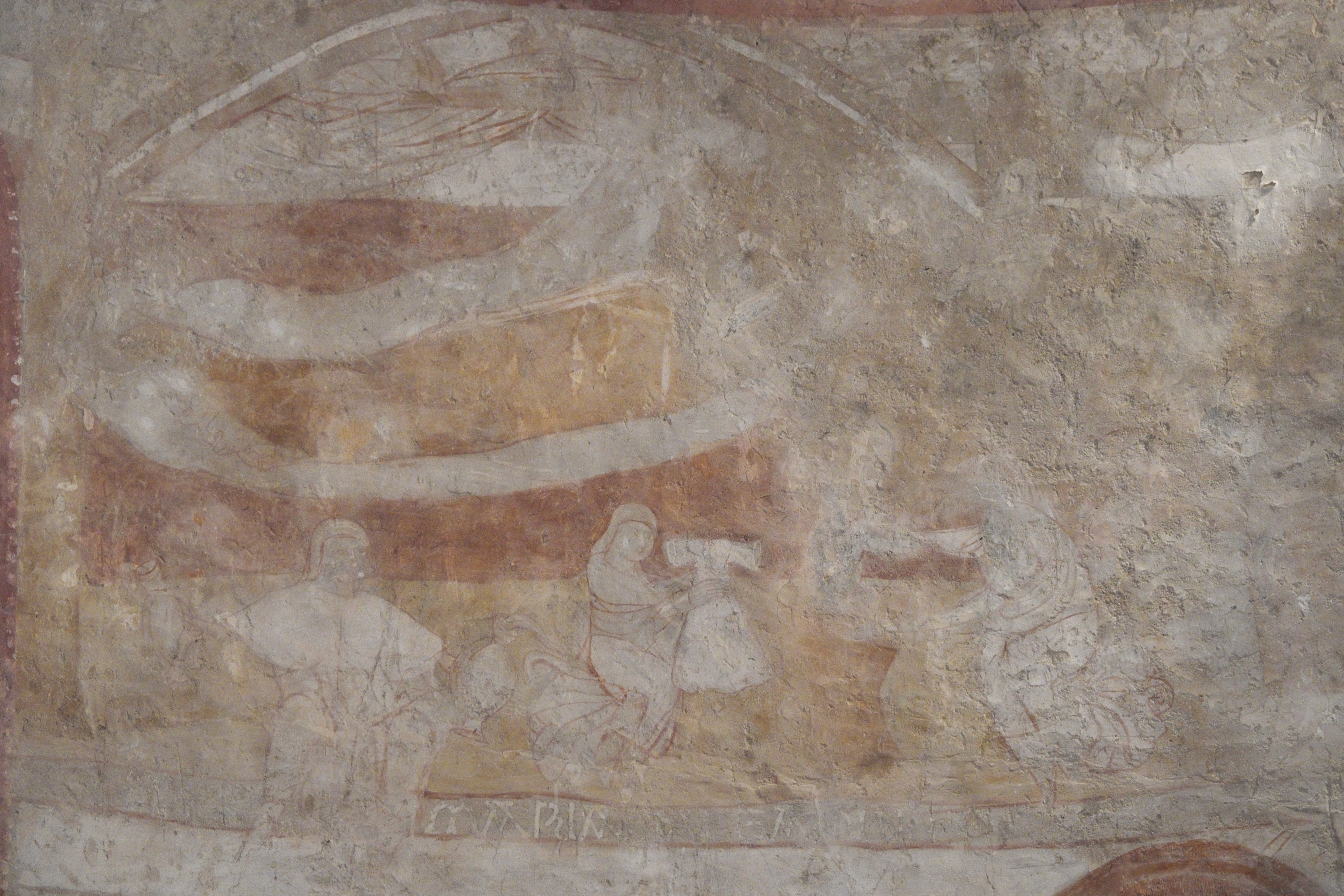
Geburt Christi
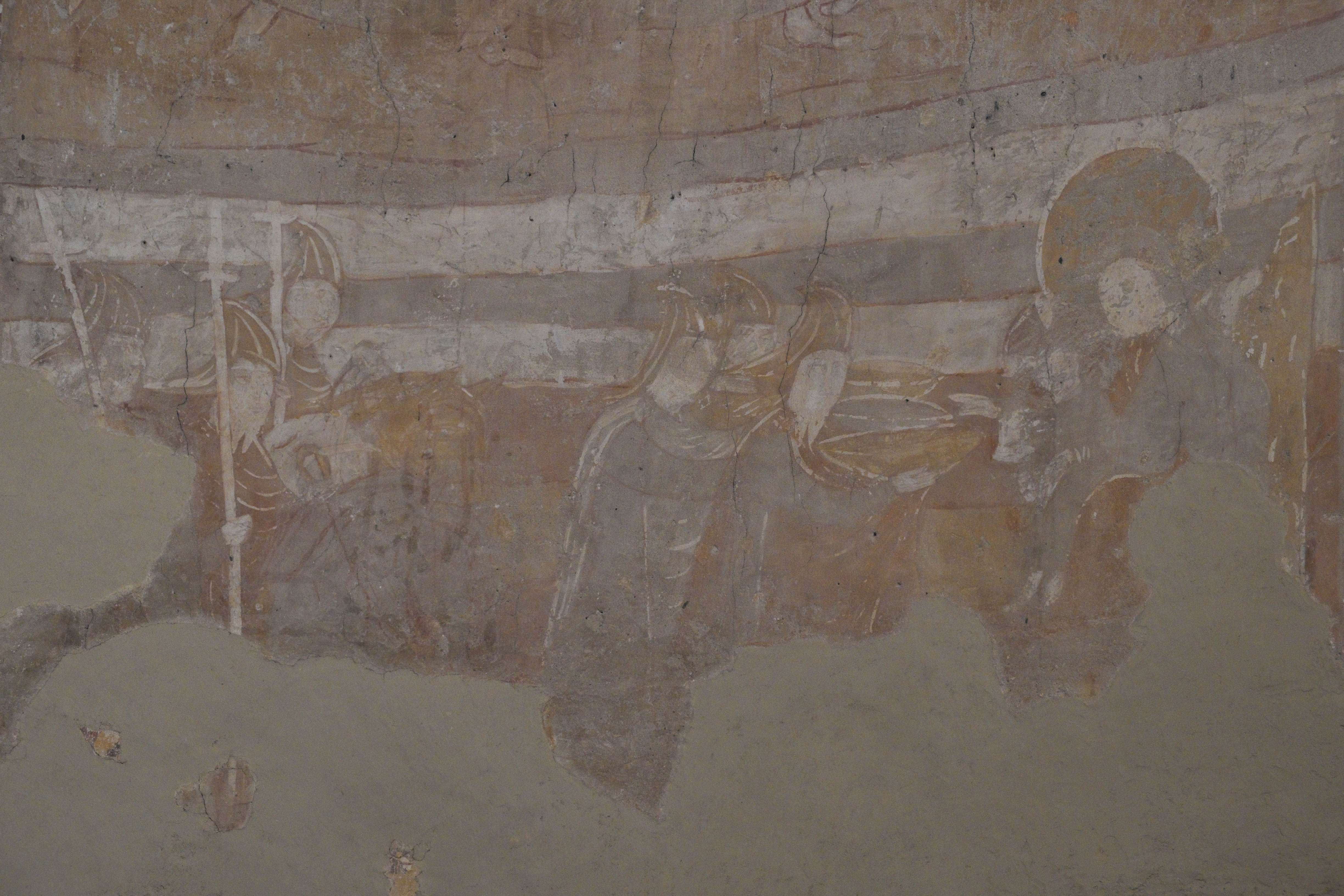
Anbetung der Heiligen Drei Könige
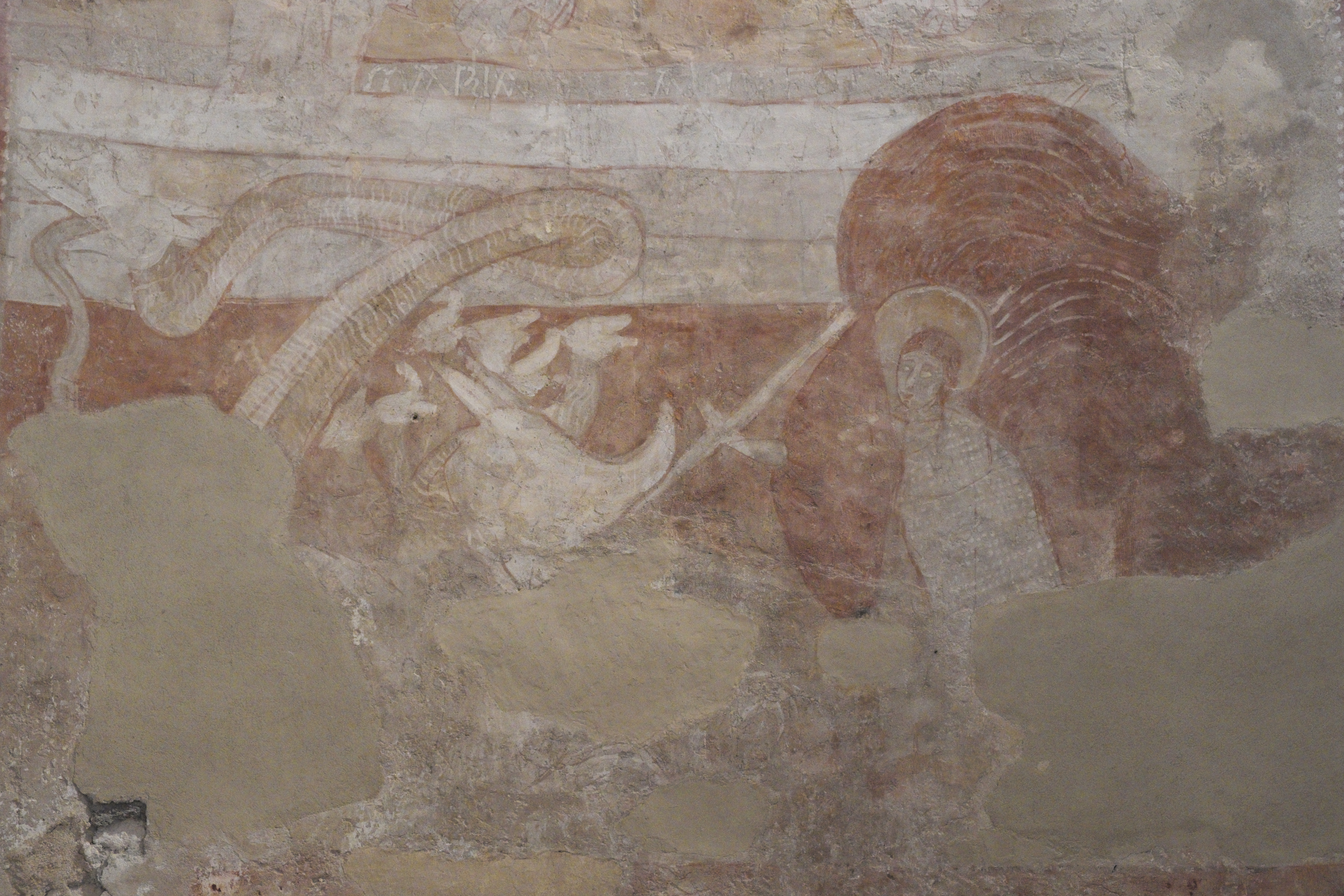
Erzengel Michael kämpft gegen den Drachen